# Macaire d'Alexandrie
Macaire d'Alexandrie est un moine égyptien et père du désert du IVe siècle.
Il est connu à travers les Apophtegmes des Pères du désert, où il est aussi appelé parfois « le Citadin » pour le différencier de Macaire de Scété.

## Biographie
Né vers 293, il était confiseur à Alexandrie. À l'âge de 40 ans, il reçut le baptême et ayant choisi de devenir moine au désert, il se rendit auprès d'Antoine. C'est des mains d'Antoine qu'il reçut l'habit monastique.
Après quelques années, il se rendit à Scété, ainsi qu'à Nitrie. Comme d'autres moines de la première génération, Macaire n'était nullement confiné à un seul lieu. Il disposait de quatre cellules, une à Nitrie, une à Kellia, une à Scété et une autre « au Sud-Ouest » (voir la carte). Il fut un des premiers moine de Nitrie à être ordonné prêtre.
Son zèle de néophyte le rendit avide d'égaler, voire de dépasser, tous les autres moines en ascèse. Ayant appris que les moines de Tabennèse ne mangeaient rien de cuit durant le Carême, il passa sept ans à ne manger que des légumes crus et des lentilles trempées. Pallade, dans son Histoire lausiaque, rapporte qu'il se fit, bien plus tard, admettre incognito au monastère de Tabennèse, dirigé par Pacôme. La rigueur de son ascèse le fit reconnaître, et Pacôme lui demanda de partir « pour ne pas décourager les autres moines ».
Il vécut une soixantaine d'années au désert et mourut en 393, centenaire.
Canonisé, il est fêté le 8 décembre dans l'Église catholique romaine,, le 19 janvier dans l'Église orthodoxe et le 1er mai dans l'Église copte
Quoiqu'on les confonde parfois, Pallade le différencie nettement non seulement de Macaire de Scété, mais aussi d'un autre Macaire, dit « le Jeune ». Toutefois, dans de nombreux ouvrages, lorsqu'il est question de « Macaire le Jeune », c'est du « Citadin » qu'il est question.
Outre ses apophtegmes, la tradition attribue à Macaire d'Alexandrie, faussement sans doute, quelques opuscules (Clavis Patrum Græcorum 2400-2403).

### Sources
- Pallade, Histoire lausiaque.
- D. J. Chitty, « Et le désert devint une cité », dans Spiritualité orientale n° 31, Bellefontaine.